# Isac Johnsson
Isac Alexander Johnsson, född 22 april 2006 är en svensk fotbollsspelare (mittfältare) som spelar för Mjällby AIF i Allsvenskan.

## Karriär
Isac Johnssons moderklubb är Wä IF från Kristianstad. Han flyttade som 15-åring till Mjällby AIF där han spenderade de två första åren i klubbens akademilag.
Under sin tredje säsong i Mjällby AIF kom A-lagsdebuten i träningsmatchen mot Landskrona BoIS den 20 januari 2024. Några månader senare fick Johnsson även debutera i Allsvenskan, då han stod för ett inhopp i 3-0-segern mot IFK Norrköping den 6 april 2024. Bara några veckor efter att han debuterat i högsta serien skrev Johnsson på sitt första A-lagskontrakt, då han tecknade ett fyraårsavtal med Mjällby AIF.

## Statistik
| Klubb              | Säsong             | Liga               | Liga    | Liga | Nationell cup | Nationell cup | Internationell cup | Internationell cup | Övrigt  | Övrigt | Totalt  | Totalt |
| Klubb              | Säsong             | Division           | Matcher | Mål  | Matcher       | Mål           | Matcher            | Mål                | Matcher | Mål    | Matcher | Mål    |
| ------------------ | ------------------ | ------------------ | ------- | ---- | ------------- | ------------- | ------------------ | ------------------ | ------- | ------ | ------- | ------ |
| Mjällby AIF        | 2024               | Allsvenskan        | 2       | 0    | 0             | 0             | -                  | -                  | -       | -      | 2       | 0      |
| Totalt i karriären | Totalt i karriären | Totalt i karriären | 2       | 0    | 0             | 0             | 0                  | 0                  | 0       | 0      | 2       | 0      |